# IATA空港コードの一覧/Y
IATA空港コードの一覧: A - B - C - D - E - F - G - H - I - J - K - L - M - N - O - P - Q - R - S - T - U - V - W - X - Y - Z

## Y
このリストでは次のような形式で羅列する。
IATAコード - ICAOコード - 空港名 - 空港の所在地
| IATAコード | ICAOコード | 空港名                                                                   | 空港の所在地                                                           |
| -YA-       | -YA-       | -YA-                                                                     | -YA-                                                                   |
| ---------- | ---------- | ------------------------------------------------------------------------ | ---------------------------------------------------------------------- |
| YAA        |            | アナヒムレイク空港 (TC: CAJ4)                                            | カナダ、ブリティッシュコロンビア州アナヒムレイク                       |
| YAB        |            | アークティックベイ空港 (TC: CJX7)                                        | カナダ、ヌナブト準州アークティックベイ                                 |
| YAC        | CYAC       | キャットレイク空港                                                       | カナダ、オンタリオ州キャットレイク                                     |
| YAD        |            | ムースレイク空港 (TC: CJB4)                                              | カナダ、マニトバ州ムースレイク                                         |
| YAF        |            | アスベストヒル空港                                                       | カナダ、ケベック州アスベストヒル                                       |
| YAG        | CYAG       | フォートフランシス町営空港                                               | カナダ、オンタリオ州フォートフランシス                                 |
| YAH        | CYAH       | ラ・グラン第4空港                                                        | カナダ、ケベック州ラ・グラン第4水力発電所                              |
| YAI        | SCCH       | ヘネラル・ベルナルド・オイヒンス空港                                     | チリ、チヤン                                                           |
| YAJ        |            | ライアルハーバー空港                                                     | カナダ、ブリティッシュコロンビア州サターナ島                           |
| YAK        | PAYA       | ヤクタト空港                                                             | アメリカ合衆国、アラスカ州ヤクタト                                     |
| YAL        | CYAL       | アラートベイ空港                                                         | カナダ、ブリティッシュコロンビア州アラートベイ                         |
| YAM        | CYAM       | スーセントマリー空港                                                     | カナダ、オンタリオ州スーセントマリー                                   |
| YAN        | FZIR       | ヤンガンビ空港                                                           | コンゴ民主共和国、ヤンガンビ                                           |
| YAO        | FKKY       | ヤウンデ空港                                                             | カメルーン、ヤウンデ                                                   |
| YAP        | PTYA       | ヤップ国際空港 (FAA: T11)                                                | ミクロネシア連邦、ヤップ                                               |
| YAQ        |            | メイプルベイ空港                                                         | カナダ、ブリティッシュコロンビア州メイプルベイ                         |
| YAS        | NFSW       | ヤサワ・アイランド空港                                                   | フィジー、ヤサワ島                                                     |
| YAT        | CYAT       | アタワピスカット空港                                                     | カナダ、オンタリオ州アタワピスカット                                   |
| YAU        |            | カティニック/ドナルドソン空港                                            | カナダ、ケベック州ラグラン鉱山                                         |
| YAV        |            | メイン・アイランド水上飛行場                                             | カナダ、ブリティッシュコロンビア州メイン島                             |
| YAW        | CYAW       | シアウォーター・ヘリポート                                               | カナダ、ノバスコシア州シアウォーター                                   |
| YAY        | CYAY       | セントアンソニー空港                                                     | カナダ、ニューファンドランド・ラブラドール州セントアンソニー           |
| YAZ        | CYAZ       | トフィーノ/ロングビーチ空港                                              | カナダ、ブリティッシュコロンビア州トフィーノ                           |
| -YB-       |            |                                                                          |                                                                        |
| YBA        | CYBA       | バンフ空港                                                               | カナダ、アルバータ州バンフ                                             |
| YBB        | CYBB       | クガールク空港                                                           | カナダ、ヌナブト準州クガールク                                         |
| YBC        | CYBC       | ベ＝コモー空港                                                           | カナダ、ケベック州ベ＝コモー                                           |
| YBD        |            | ニューウエストミンスター空港                                             | カナダ、ブリティッシュコロンビア州ニューウエストミンスター             |
| YBE        | CYBE       | ウラニウムシティ空港                                                     | カナダ、サスカチュワン州ウラニウムシティ                               |
| YBF        |            | バンフィールド水上飛行場 (TC: CAE9)                                      | カナダ、ブリティッシュコロンビア州バンフィールド                       |
| YBG        | CYBG       | バゴットヴィル空港                                                       | カナダ、ケベック州ラ・ベー                                             |
| YBH        | CYBH       | ブルハーバー空港                                                         | カナダ、ブリティッシュコロンビア州ブルハーバー                         |
| YBI        |            | ブラックティックル空港 (TC: CCE4)                                        | カナダ、ニューファンドランド・ラブラドール州ブラックティックル         |
| YBJ        |            | ベー＝ジョアン＝ベーツ空港                                               | カナダ、ケベック州ベー＝ジョアン＝ベーツ                               |
| YBK        | CYBK       | ベイカーレイク空港                                                       | カナダ、ヌナブト準州ベイカーレイク                                     |
| YBL        | CYBL       | キャンベルリバー空港                                                     | カナダ、ブリティッシュコロンビア州キャンベルリバー                     |
| YBM        |            | ブランソンクリーク空港 (TC: CAB5)                                        | カナダ、ブリティッシュコロンビア州ブランソンクリーク                   |
| YBN        | CYBN       | ボーデン・ヘリポート                                                     | カナダ、オンタリオ州ボーデン                                           |
| YBO        |            | ボブクインレイク空港 (TC: CBW4)                                          | カナダ、ブリティッシュコロンビア州ボブクインレイク                     |
| YBP        | ZUYB       | 宜賓菜堰空港                                                             | 中華人民共和国、四川省宜賓市                                           |
| YBQ        |            | テレグラフハーバー空港                                                   | カナダ、ブリティッシュコロンビア州テレグラフハーバー                   |
| YBR        | CYBR       | ブランドン空港（マクギル・フィールド）                                   | カナダ、マニトバ州ブランドン                                           |
| YBT        | CYBT       | ブロチェット空港                                                         | カナダ、マニトバ州ブロチェット                                         |
| YBV        | CYBV       | ベレンズリバー空港                                                       | カナダ、マニトバ州ベレンズリバー                                       |
| YBW        |            | ベッドウェルハーバー水上飛行場                                           | カナダ、ブリティッシュコロンビア州ベッドウェルハーバー                 |
| YBX        | CYBX       | ルールド＝ド＝ブラン＝サブロン空港                                       | カナダ、ケベック州ブラン＝サブロン                                     |
| YBY        | CYBF       | ボニービル空港                                                           | カナダ、アルバータ州ボニービル                                         |
| -YC-       |            |                                                                          |                                                                        |
| YCA        |            | コートネイ航空公園 (TC: CAH3)                                            | カナダ、ブリティッシュコロンビア州コートネイ                           |
| YCB        | CYCB       | ケンブリッジベイ空港                                                     | カナダ、ヌナブト準州ケンブリッジベイ                                   |
| YCC        | CYCC       | コーンウォール地域空港                                                   | カナダ、オンタリオ州コーンウォール                                     |
| YCD        | CYCD       | ナナイモ空港                                                             | カナダ、ブリティッシュコロンビア州ナナイモ                             |
| YCE        | CYCE       | セントラリア/ジェームズ・T・フィールド記念飛行場                         | カナダ、オンタリオ州サウスヒューロン                                   |
| YCF        |            | コートス・アイランド空港（ハンセン飛行場） (TC: CCI9)                    | カナダ、ブリティッシュコロンビア州コートス島                           |
| YCG        | CYCG       | ウェスト・クートネイ地域空港（キャッスルガー空港）                       | カナダ、ブリティッシュコロンビア州キャッスルガー                       |
| YCH        | CYCH       | ミラミチ空港                                                             | カナダ、ニューブランズウィック州ミラミチ                               |
| YCI        | CWCI       | カリブー・アイランド空港                                                 | カナダ、オンタリオ州カリブー島                                         |
| YCK        |            | コルビルレイク空港 (TC: CEB3)                                            | カナダ、ノースウエスト準州コルビルレイク                               |
| YCL        | CYCL       | チャーロ空港                                                             | カナダ、ニューブランズウィック州チャーロ                               |
| YCM        | CYSN       | セントキャサリンズ/ナイアガラ地域空港                                    | カナダ、オンタリオ州セントキャサリンズ                                 |
| YCN        | CYCN       | コクレーン空港                                                           | カナダ、オンタリオ州コクレーン                                         |
| YCO        | CYCO       | クグルクトゥク空港                                                       | カナダ、ヌナブト準州クグルクトゥク                                     |
| YCP        | CYCP       | ブルーリバー空港                                                         | カナダ、ブリティッシュコロンビア州ブルーリバー                         |
| YCQ        | CYCQ       | チェトウィンド空港                                                       | カナダ、ブリティッシュコロンビア州チェトウィンド                       |
| YCR        | CYCR       | クロスレイク（チャーリー・シンクレア記念）空港                           | カナダ、マニトバ州クロスレイク                                         |
| YCS        | CYCS       | チェスターフィールドインレット空港                                       | カナダ、ヌナブト準州チェスターフィールドインレット                     |
| YCT        | CYCT       | コロネイション空港                                                       | カナダ、アルバータ州コロネイション                                     |
| YCU        | ZBYC       | 運城関公空港                                                             | 中華人民共和国、山西省運城市                                           |
| YCV        | CYCV       | カルティエヴィル空港                                                     | カナダ、ケベック州カルティエヴィル                                     |
| YCW        | CYCW       | チリワック空港                                                           | カナダ、ブリティッシュコロンビア州チリワック                           |
| YCX        | CYCX       | ゲージタウン・ヘリポート                                                 | カナダ、ニューブランズウィック州ゲージタウン                           |
| YCY        | CYCY       | クライドリバー空港                                                       | カナダ、ヌナブト準州クライドリバー                                     |
| YCZ        | CYCZ       | フェアモントホットスプリングス空港                                       | カナダ、ブリティッシュコロンビア州フェアモントホットスプリングス       |
| -YD-       |            |                                                                          |                                                                        |
| YDA        | CYDA       | ドーソンシティ空港                                                       | カナダ、ユーコン準州ドーソンシティ                                     |
| YDB        | CYDB       | バーウォッシュ空港                                                       | カナダ、ユーコン準州バーウォッシュランディング                         |
| YDC        |            | ドレイトンバレー産業空港 (TC: CER3)                                      | カナダ、アルバータ州ドレイトンバレー                                   |
| YDE        |            | パラダイスリバー空港 (TC: CDF4)                                          | カナダ、ニューファンドランド・ラブラドール州パラダイスリバー           |
| YDF        | CYDF       | ディアレイク地域空港                                                     | カナダ、ニューファンドランド・ラブラドール州ディアレイク               |
| YDG        | CYID       | ディグビー/アナポリス地域空港                                            | カナダ、ノバスコシア州ディグビー                                       |
| YDH        |            | ダニエルズハーバー空港                                                   | カナダ、ニューファンドランド・ラブラドール州ダニエルズハーバー         |
| YDI        |            | デイビスインレット空港 (TC: CCB4)                                        | カナダ、ニューファンドランド・ラブラドール州デイビスインレット         |
| YDK        | CYDK       | メインダック・アイランド空港                                             | カナダ、オンタリオ州メインダック島                                     |
| YDL        | CYDL       | ディースレイク空港                                                       | カナダ、ブリティッシュコロンビア州ディースレイク                       |
| YDN        | CYDN       | ルーテナント・カーネル・W・G・（ビリー）バーカーVC空港                   | カナダ、マニトバ州ドーフィン                                           |
| YDO        | CYDO       | ドルボー＝サン＝フェリシアン空港                                         | カナダ、ケベック州ドルボー＝ミスタッシーニ                             |
| YDP        | CYDP       | ネーン空港                                                               | カナダ、ニューファンドランド・ラブラドール州ネーン                     |
| YDQ        | CYDQ       | ドーソンクリーク空港                                                     | カナダ、ブリティッシュコロンビア州ドーソンクリーク                     |
| YDR        | CYDR       | ブロードビュー空港                                                       | カナダ、サスカチュワン州ブロードビュー                                 |
| YDS        |            | デソレーションサウンド空港                                               | カナダ、ブリティッシュコロンビア州デソレーションサウンド               |
| YDT        | CZBB       | バウンダリー・ベイ空港                                                   | カナダ、ブリティッシュコロンビア州デルタ                               |
| YDV        | CZTA       | ブルードベインリバー空港                                                 | カナダ、マニトバ州ブルードベインリバー                                 |
| YDW        |            | オーブルレイク/ノースオブシックスティ空港 (TC: CKV4)                     | カナダ、ノースウエスト準州オーブルレイク                               |
| YDX        |            | ドッククリーク空港                                                       | カナダ、ブリティッシュコロンビア州ドッククリーク                       |
| -YE-       |            |                                                                          |                                                                        |
| YEA        |            | すべての空港                                                             | カナダ、アルバータ州エドモントン                                       |
| YEC        | RKTY       | 醴泉空軍基地                                                             | 大韓民国、醴泉郡                                                       |
| YED        | CYED       | エドモントン基地（ナマオ・フィールド）                                   | カナダ、アルバータ州エドモントン                                       |
| YEG        | CYEG       | エドモントン国際空港                                                     | カナダ、アルバータ州エドモントン                                       |
| YEI        | LTBR       | イェニシェヒル空港                                                       | トルコ、イェニシェヒル（ブルサ県）                                     |
| YEK        | CYEK       | アルビアット空港                                                         | カナダ、ヌナブト準州アルビアット                                       |
| YEL        | CYEL       | エリオットレイク市営空港                                                 | カナダ、オンタリオ州エリオットレイク                                   |
| YEM        | CYEM       | マニトワニング/マニトゥーリン・イースト公営空港                          | カナダ、オンタリオ州マニトワニング                                     |
| YEN        | CYEN       | エステバン地域飛行場                                                     | カナダ、サスカチュワン州エステバン                                     |
| YEO        | EGDY       | ヨービルトン王立海軍航空基地                                             | イギリス、ヨービルトン                                                 |
| YEP        | CYEP       | エステバンポイント空港                                                   | カナダ、ブリティッシュコロンビア州エステバンポイント                   |
| YEQ        |            | エンキス空港                                                             | パプアニューギニア、エンキス                                           |
| YER        | CYER       | フォートセバーン空港                                                     | カナダ、オンタリオ州フォートセバーン                                   |
| YET        | CYET       | エドソン空港                                                             | カナダ、アルバータ州エドソン                                           |
| YEU        | CYEU       | ユーリカ飛行場                                                           | カナダ、ヌナブト準州ユーリカ                                           |
| YEV        | CYEV       | イヌヴィック（マイク・ザブコー）空港                                     | カナダ、ノースウエスト準州イヌヴィック                                 |
| YEY        | CYEY       | エーモス/マニー空港                                                      | カナダ、ケベック州エーモス                                             |
| -YF-       |            |                                                                          |                                                                        |
| YFA        | CYFA       | フォートオールバニ空港                                                   | カナダ、オンタリオ州フォートオールバニ                                 |
| YFB        | CYFB       | イカルイト空港                                                           | カナダ、ヌナブト準州イカルイト                                         |
| YFC        | CYFC       | フレデリクトン国際空港                                                   | カナダ、ニューブランズウィック州フレデリクトン                         |
| YFD        | CYFD       | ブラントフォード空港                                                     | カナダ、オンタリオ州ブラントフォード                                   |
| YFE        | CYFE       | フォレストヴィル空港                                                     | カナダ、ケベック州フォレストヴィル                                     |
| YFG        |            | フォンタンジュ空港 (TC: CTU2)                                            | カナダ、ケベック州フォンタンジュ                                       |
| YFH        | CYFH       | フォートホープ空港                                                       | カナダ、オンタリオ州フォートホープ                                     |
| YFL        | CYFL       | フォートリライアンス空港                                                 | カナダ、ノースウエスト準州フォートリライアンス                         |
| YFO        | CYFO       | フリンフロン空港                                                         | カナダ、マニトバ州フリンフロン                                         |
| YFR        | CYFR       | フォートレゾリューション空港                                             | カナダ、ノースウエスト準州フォートレゾリューション                     |
| YFS        | CYFS       | フォートシンプソン空港                                                   | カナダ、ノースウエスト準州フォートシンプソン                           |
| YFX        |            | セントルイス（フォックスハーバー）空港 (TC: CCK4)                        | カナダ、ニューファンドランド・ラブラドール州セントルイス               |
| -YG-       |            |                                                                          |                                                                        |
| YGA        | CYGA       | ガニョン空港                                                             | カナダ、ケベック州ガニョン                                             |
| YGB        | CYGB       | テキサダ/ジリーズベイ空港                                                | カナダ、ブリティッシュコロンビア州テキサダ島                           |
| YGC        |            | グランドキャッシュ空港 (TC: CEQ5)                                        | カナダ、アルバータ州グランドキャッシュ                                 |
| YGE        |            | ガージハーバー空港                                                       | カナダ、ブリティッシュコロンビア州ガージハーバー                       |
| YGG        |            | ガンジス水上飛行場 (TC: CAX6)                                            | カナダ、ブリティッシュコロンビア州ガンジス                             |
| YGH        | CYGH       | フォートグッドホープ空港                                                 | カナダ、ノースウエスト準州フォートグッドホープ                         |
| YGJ        | RJOH       | 美保飛行場（米子空港）                                                   | 日本、鳥取県                                                           |
| YGK        | CYGK       | キングストン・ノーマン・ロジャース空港                                   | カナダ、オンタリオ州キングストン                                       |
| YGL        | CYGL       | ラ・グラン・リヴィエール空港                                             | カナダ、ケベック州ラディソン                                           |
| YGM        | CYGM       | ジムリ産業公園空港                                                       | カナダ、マニトバ州ジムリ                                               |
| YGN        |            | グリーンウェイサウンド空港                                               | カナダ、ブリティッシュコロンビア州グリーンウェイサウンド               |
| YGO        | CYGO       | ゴッズレイクナローズ空港                                                 | カナダ、マニトバ州ゴッズレイクナローズ                                 |
| YGP        | CYGP       | ガスペ空港                                                               | カナダ、ケベック州ガスペ                                               |
| YGQ        | CYGQ       | ジェラルドトン（グリーンストーン地域）空港                               | カナダ、オンタリオ州ジェラルドトン                                     |
| YGR        | CYGR       | イル＝ド＝ラ＝マドレーヌ空港                                             | カナダ、ケベック州マドレーヌ諸島                                       |
| YGS        | CYGS       | ジャーマンセンランディング空港                                           | カナダ、ブリティッシュコロンビア州ジャーマンセンランディング           |
| YGT        | CYGT       | イグルーリク空港                                                         | カナダ、ヌナブト準州イグルーリク                                       |
| YGV        | CYGV       | アヴール・サン＝ピエール空港                                             | カナダ、ケベック州アヴール＝サン＝ピエール                             |
| YGW        | CYGW       | クージュアラピク空港                                                     | カナダ、ケベック州クージュアラピク                                     |
| YGX        | CYGX       | ジラム空港                                                               | カナダ、マニトバ州ジラム                                               |
| YGY        | CYGY       | デセプシオン空港（デセプシオン・ベイ空港）                               | カナダ、ケベック州デセプシオン                                         |
| YGZ        | CYGZ       | グリスフィヨルド空港                                                     | カナダ、ヌナブト準州グリスフィヨルド                                   |
| -YH-       |            |                                                                          |                                                                        |
| YHA        |            | ポートホープシンプソン空港 (TC: CCP4)                                    | カナダ、ニューファンドランド・ラブラドール州ポートホープシンプソン     |
| YHB        | CYHB       | ハドソンベイ空港                                                         | カナダ、サスカチュワン州ハドソンベイ                                   |
| YHC        |            | ハカイパス空港                                                           | カナダ、ブリティッシュコロンビア州ハカイパス                           |
| YHD        | CYHD       | ドライデン地域空港                                                       | カナダ、オンタリオ州ドライデン                                         |
| YHE        | CYHE       | ホープ飛行場                                                             | カナダ、ブリティッシュコロンビア州ホープ                               |
| YHF        | CYHF       | ハースト（ルネ・フォンテーヌ）町営空港                                   | カナダ、オンタリオ州ハースト                                           |
| YHG        |            | シャーロットタウン空港 (TC: CCH4)                                        | カナダ、ニューファンドランド・ラブラドール州シャーロットタウン         |
| YHH        |            | キャンベルリバー水上飛行場                                               | カナダ、ブリティッシュコロンビア州キャンベルリバー                     |
| YHI        | CYHI       | ウルカクトク/ホルマン空港                                                | カナダ、ノースウエスト準州ウルカクトク                                 |
| YHK        | CYHK       | ジョーヘイブン空港                                                       | カナダ、ヌナブト準州ジョーヘイブン                                     |
| YHM        | CYHM       | ハミルトン・ジョン・C・マンロ国際空港                                    | カナダ、オンタリオ州ハミルトン                                         |
| YHN        | CYHN       | ホーンペイン公営空港                                                     | カナダ、オンタリオ州ホーンペイン                                       |
| YHO        | CYHO       | ホープデイル空港                                                         | カナダ、ニューファンドランド・ラブラドール州ホープデイル               |
| YHP        | CYHP       | ポピュラーヒル空港                                                       | カナダ、オンタリオ州ポピュラーヒル                                     |
| YHR        | CYHR       | シェヴリー空港                                                           | カナダ、ケベック州コート＝ノール＝デュ＝ゴルフ＝デュ＝サン＝ローラン   |
| YHS        |            | シーシェルト飛行場 (TC: CAX3)                                            | カナダ、ブリティッシュコロンビア州シーシェルト                         |
| YHT        | CYHT       | ヘインズジャンクション空港                                               | カナダ、ユーコン準州ヘインズジャンクション                             |
| YHU        | CYHU       | モントリオール/サン＝テュベール空港                                      | カナダ、ケベック州サン＝テュベール（モントリオール郊外）               |
| YHY        | CYHY       | ヘイリバー/マーリン・カーター空港                                        | カナダ、ノースウエスト準州ヘイリバー                                   |
| YHZ        | CYHZ       | ハリファックス・ロバート・L・スタンフィールド国際空港                    | カナダ、ノバスコシア州エンフィールド                                   |
| -YI-       |            |                                                                          |                                                                        |
| YIB        | CYIB       | アティコーカン町営飛行場                                                 | カナダ、オンタリオ州アティコーカン                                     |
| YIE        |            | アルシャン空港                                                           | 中華人民共和国、内モンゴル自治区アルシャン市                           |
| YIF        | CYIF       | サン＝トーギュスタン空港                                                 | カナダ、ケベック州サン＝トーギュスタン（コート・ノール地域）           |
| YIG        |            | ビッグベイマリーナ空港                                                   | カナダ、ブリティッシュコロンビア州ビッグベイマリーナ                   |
| YIH        | ZHYC       | 宜昌三峡空港                                                             | 中華人民共和国、湖北省宜昌市                                           |
| YIK        | CYIK       | イヴジヴィク空港                                                         | カナダ、ケベック州イヴジヴィク                                         |
| YIN        | ZWYN       | イーニン空港（伊寧空港）                                                 | 中華人民共和国、新疆ウイグル自治区グルジャ市（伊寧市）                 |
| YIO        | CYIO       | ポンドインレット空港                                                     | カナダ、ヌナブト準州ポンドインレット                                   |
| YIP        | KYIP       | ウィローラン空港                                                         | アメリカ合衆国、ミシガン州デトロイト                                   |
| YIV        | CYIV       | アイランドレイク空港                                                     | カナダ、マニトバ州アイランドレイク                                     |
| YIW        | ZSYW       | 義烏空港                                                                 | 中華人民共和国、浙江省義烏市                                           |
| -YJ-       |            |                                                                          |                                                                        |
| YJA        | CYJA       | ジャスパー空港                                                           | カナダ、アルバータ州ジャスパー                                         |
| YJF        | CYJF       | フォートライアード空港                                                   | カナダ、ノースウエスト準州フォートライアード                           |
| YJN        | CYJN       | サン＝ジャン空港                                                         | カナダ、ケベック州サン＝ジャン＝シュル＝リシュリュー                   |
| YJT        | CYJT       | スティーブンビル国際空港                                                 | カナダ、ニューファンドランド・ラブラドール州スティーブンビル           |
| -YK-       |            |                                                                          |                                                                        |
| YKA        | CYKA       | カムループス空港                                                         | カナダ、ブリティッシュコロンビア州カムループス                         |
| YKC        | CYKC       | コリンズベイ空港                                                         | カナダ、サスカチュワン州コリンズベイ                                   |
| YKD        |            | キンカーディン空港 (TC: CNS7)                                            | カナダ、オンタリオ州キンカーディン                                     |
| YKE        |            | ニーレイク空港 (TC: CJT3)                                                | カナダ、マニトバ州ニーレイク                                           |
| YKF        | CYKF       | ウォータールー地域国際空港                                               | カナダ、オンタリオ州ウォータールー地域                                 |
| YKG        | CYAS       | カンジルスク空港                                                         | カナダ、ケベック州カンジルスク                                         |
| YKK        |            | キトカトラ水上飛行場 (TC: CAP7)                                          | カナダ、ブリティッシュコロンビア州キトカトラ                           |
| YKL        | CYKL       | シェファーヴィル空港                                                     | カナダ、ケベック州シェファーヴィル                                     |
| YKM        | KYKM       | ヤキマ空港（マクアリスター・フィールド）                                 | アメリカ合衆国、ワシントン州ヤキマ                                     |
| YKN        | KYKN       | チャン・ガーニー市営空港                                                 | アメリカ合衆国、サウスダコタ州ヤンクトン                               |
| YKQ        | CYKQ       | ワスカガーニッシュ空港                                                   | カナダ、ケベック州ワスカガーニッシュ                                   |
| YKS        | UEEE       | ヤクーツク空港                                                           | ロシア、ヤクーツク                                                     |
| YKT        |            | クレムトゥ空港                                                           | カナダ、ブリティッシュコロンビア州クレムトゥ                           |
| YKU        |            | シサシビ空港 (TC: CSU2)                                                  | カナダ、ケベック州シサシビ                                             |
| YKX        | CYKX       | カークランドレイク空港                                                   | カナダ、オンタリオ州カークランドレイク                                 |
| YKY        | CYKY       | キンダーズリー地域空港                                                   | カナダ、サスカチュワン州キンダーズリー                                 |
| YKZ        | CYKZ       | バトンビル公営空港                                                       | カナダ、オンタリオ州バトンビル                                         |
| -YL-       |            |                                                                          |                                                                        |
| YLA        | CWJU       | ランガラ空港                                                             | カナダ、ブリティッシュコロンビア州ランガラ                             |
| YLB        | CYLB       | ラクラビシュ空港                                                         | カナダ、アルバータ州ラクラビシュ                                       |
| YLC        | CYLC       | キミルート空港                                                           | カナダ、ヌナブト準州キミルート                                         |
| YLD        | CYLD       | シャプロー空港                                                           | カナダ、オンタリオ州シャプロー                                         |
| YLE        | CWMT       | ワティ空港 (TC: CEM3)                                                    | カナダ、ノースウエスト準州ワティ                                       |
| YLF        |            | ラフォルジュ空港                                                         | カナダ、ケベック州ラフォルジュ                                         |
| YLG        | YYAL       | ヤルグー空港                                                             | オーストラリア、西オーストラリア州ヤルグー                             |
| YLH        | CYLH       | ランズドーンハウス空港                                                   | カナダ、オンタリオ州ランズドーンハウス                                 |
| YLI        | EFYL       | イリヴィエスカ飛行場                                                     | フィンランド、イリヴィエスカ                                           |
| YLJ        | CYLJ       | メドウレイク空港                                                         | カナダ、サスカチュワン州メドウレイク                                   |
| YLL        | CYLL       | ロイドミンスター空港                                                     | カナダ、アルバータ州/サスカチュワン州ロイドミンスター                  |
| YLN        | ZYYL       | 依蘭空港                                                                 | 中華人民共和国、黒竜江省依蘭県                                         |
| YLO        | CYLO       | シロ空港                                                                 | カナダ、マニトバ州シロ                                                 |
| YLP        | CYLP       | マンガン空港                                                             | カナダ、ケベック州マンガン                                             |
| YLQ        | CYLQ       | ラ・テューク空港                                                         | カナダ、ケベック州ラ・テューク                                         |
| YLS        |            | ルベル＝シュル＝ケヴィヨン空港 (TC: CSH4)                                | カナダ、ケベック州ルベル＝シュル＝ケヴィヨン                           |
| YLR        | CYLR       | リーフラピッズ空港                                                       | カナダ、マニトバ州リーフラピッズ                                       |
| YLT        | CYLT       | アラート空港                                                             | カナダ、ヌナブト準州アラート                                           |
| YLW        | CYLW       | ケロウナ国際空港                                                         | カナダ、ブリティッシュコロンビア州ケロウナ                             |
| -YM-       |            |                                                                          |                                                                        |
| YMA        | CYMA       | マヨ空港                                                                 | カナダ、ユーコン準州マヨ                                               |
| YMB        |            | メリット空港 (TC: CAD5)                                                  | カナダ、ブリティッシュコロンビア州メリット                             |
| YMC        |            | マリクール飛行場                                                         | カナダ、ケベック州マリクール                                           |
| YMD        | CYMD       | モールドベイ空港                                                         | カナダ、ノースウエスト準州プリンスパトリック島                         |
| YME        | CYME       | マターヌ空港                                                             | カナダ、ケベック州マターヌ                                             |
| YMF        |            | モンタギューハーバー空港                                                 | カナダ、ブリティッシュコロンビア州ガリアーノ島                         |
| YMG        | CYMG       | マニトウワッジ空港                                                       | カナダ、オンタリオ州マニトウワッジ                                     |
| YMH        | CYMH       | メアリーズハーバー空港                                                   | カナダ、ニューファンドランド・ラブラドール州メアリーズハーバー         |
| YMI        |            | ミーナーキー空港 (TC: CJA6)                                              | カナダ、オンタリオ州ミーナーキー                                       |
| YMJ        | CYMJ       | ムースジョー基地                                                         | カナダ、サスカチュワン州ムースジョー                                   |
| YML        | CYML       | シャルルヴォワ空港                                                       | カナダ、ケベック州シャルルヴォワ                                       |
| YMM        | CYMM       | フォートマクマレー空港                                                   | カナダ、アルバータ州フォートマクマレー                                 |
| YMN        | CYFT       | マッコビク空港                                                           | カナダ、ニューファンドランド・ラブラドール州マッコビク                 |
| YMO        | CYMO       | ムースニー空港                                                           | カナダ、オンタリオ州ムースニー                                         |
| YMP        |            | ポートマクニール空港 (TC: CAT5)                                          | カナダ、ブリティッシュコロンビア州ポートマクニール                     |
| YMQ        |            | すべての空港                                                             | カナダ、ケベック州モントリオール                                       |
| YMS        | SPMS       | モイゼス・ベンサケン・レンヒフォ空港                                     | ペルー、ユリマグアス                                                   |
| YMT        | CYMT       | シブガモー/シャペ空港                                                    | カナダ、ケベック州シブガモー                                           |
| YMW        | CYMW       | マニワキ空港                                                             | カナダ、ケベック州マニワキ                                             |
| YMX        | CYMX       | モントリオール・ミラベル国際空港                                         | カナダ、ケベック州ミラベル（モントリオール郊外）                       |
| -YN-       |            |                                                                          |                                                                        |
| YNA        | CYNA       | ナタシュカン空港                                                         | カナダ、ケベック州ナタシュカン                                         |
| YNB        | OEYN       | ヤンブー空港                                                             | サウジアラビア、ヤンブー                                               |
| YNC        | CYNC       | ウェマンジ空港                                                           | カナダ、ケベック州ウェマンジ                                           |
| YND        | CYND       | ガティノー＝オタワ・エグゼクティブ空港                                   | カナダ、ケベック州ガティノー                                           |
| YNE        | CYNE       | ノルウェーハウス空港                                                     | カナダ、マニトバ州ノルウェーハウス                                     |
| YNG        | KYNG       | ヤングスタウン＝ウォーレン地域空港                                       | アメリカ合衆国、オハイオ州ヤングスタウン/ウォーレン                    |
| YNH        | CYNH       | ハドソンズホープ空港                                                     | カナダ、ブリティッシュコロンビア州ハドソンズホープ                     |
| YNI        | CYNI       | ニッチュコン空港                                                         | カナダ、ケベック州ニッチュコン                                         |
| YNJ        | ZYYJ       | 延吉朝陽川空港                                                           | 中華人民共和国、吉林省延吉市                                           |
| YNK        |            | ヌートカサウンド空港                                                     | カナダ、ブリティッシュコロンビア州ヌートカサウンド                     |
| YNL        | CYNL       | ポインツノースランディング空港                                           | カナダ、サスカチュワン州ポインツノースランディング                     |
| YNM        | CYNM       | マタガミ空港                                                             | カナダ、ケベック州マタガミ                                             |
| YNO        |            | ノーススピリットレイク空港 (TC: CKQ3)                                    | カナダ、オンタリオ州ノーススピリットレイク                             |
| YNR        |            | アーンズ空港 (TC: CJQ5)                                                  | カナダ、マニトバ州アーンズ                                             |
| YNS        | CYHH       | ネミスコー空港                                                           | カナダ、ケベック州ネミスコー                                           |
| YNT        | ZSYT       | 煙台蓬萊国際空港                                                         | 中華人民共和国、山東省煙台市                                           |
| YNZ        | ZSYN       | 塩城南洋空港                                                             | 中華人民共和国、江蘇省塩城市                                           |
| -YO-       |            |                                                                          |                                                                        |
| YOC        | CYOC       | オールドクロウ空港                                                       | カナダ、ユーコン準州オールドクロウ                                     |
| YOD        | CYOD       | コールドレイク基地                                                       | カナダ、アルバータ州コールドレイク                                     |
| YOE        |            | ファラー空港                                                             | カナダ、アルバータ州ファラー                                           |
| YOG        |            | オゴキポスト空港 (TC: CNT3)                                              | カナダ、オンタリオ州オゴキポスト                                       |
| YOH        | CYOH       | オックスフォードハウス空港                                               | カナダ、マニトバ州オックスフォードハウス                               |
| YOJ        | CYOJ       | ハイレベル空港                                                           | カナダ、アルバータ州ハイレベル                                         |
| YOL        | DNYO       | ヨラ空港                                                                 | ナイジェリア、ヨラ                                                     |
| YOO        | CYOO       | オシャワ市営空港                                                         | カナダ、オンタリオ州オシャワ                                           |
| YOP        | CYOP       | レインボーレイク空港                                                     | カナダ、アルバータ州レインボーレイク                                   |
| YOS        | CYOS       | オーエンサウンド・ビリー・ビショップ地域空港                             | カナダ、オンタリオ州オーエンサウンド                                   |
| YOT        | LLYT       | ヨトバタ飛行場                                                           | イスラエル、ヨトバタ                                                   |
| YOW        | CYOW       | オタワ・マクドナルド・カルティエ国際空港                                 | カナダ、オンタリオ州オタワ                                             |
| YOY        | CYOY       | ヴァルカルティエ・ヘリポート                                             | カナダ、ケベック州サン＝ガブリエル＝ド＝ヴァルカルティエ               |
| -YP-       |            |                                                                          |                                                                        |
| YPA        | CYPA       | プリンスアルバート（グラス・フィールド）空港                             | カナダ、サスカチュワン州プリンス・アルバート                           |
| YPB        |            | ポートアルバーニ（アルバーニ・バレー地域）空港 (TC: CBS8)                | カナダ、ブリティッシュコロンビア州ポートアルバーニ                     |
| YPC        | CYPC       | パウラトゥク（ノラ・アリカッチャルク・ルーベン）空港                     | カナダ、ノースウエスト準州パウラトゥク                                 |
| YPD        |            | パリーサウンド地域町営空港 (TC: CNK4)                                    | カナダ、オンタリオ州パリーサウンド                                     |
| YPE        | CYPE       | ピースリバー空港                                                         | カナダ、アルバータ州ピースリバー                                       |
| YPF        | CWPF       | エスクワイモールト空港                                                   | カナダ、ブリティッシュコロンビア州エスクワイモールト                   |
| YPG        | CYPG       | ポルテージラプレイリー/サウスポート空港                                  | カナダ、マニトバ州ポルテージラプレイリー                               |
| YPH        | CYPH       | イヌクジュアク空港                                                       | カナダ、ケベック州イヌクジュアク                                       |
| YPI        |            | ポートシンプソン空港                                                     | カナダ、ブリティッシュコロンビア州ポートシンプソン                     |
| YPJ        | CYLA       | アウパルク空港                                                           | カナダ、ケベック州アウパルク                                           |
| YPL        | CYPL       | ピックルレイク空港                                                       | カナダ、オンタリオ州ピックルレイク                                     |
| YPM        | CYPM       | ピカンギクム空港                                                         | カナダ、オンタリオ州ピカンギクム                                       |
| YPN        | CYPN       | ポール＝メニエ空港                                                       | カナダ、ケベック州ポール＝メニエ                                       |
| YPO        | CYPO       | ピーワナック空港                                                         | カナダ、オンタリオ州ピーワナック                                       |
| YPP        |            | パインポイント空港                                                       | カナダ、ノースウエスト準州パインポイント                               |
| YPQ        | CYPQ       | ピーターボロ空港                                                         | カナダ、オンタリオ州ピーターボロ                                       |
| YPR        | CYPR       | プリンスルパート空港                                                     | カナダ、ブリティッシュコロンビア州プリンスルパート                     |
| YPS        | CYPD       | ポートホークスベリー空港                                                 | カナダ、ノバスコシア州ポートホークスベリー                             |
| YPT        |            | ペンダーハーバー水上飛行場 (TC: CAG8)                                    | カナダ、ブリティッシュコロンビア州ペンダーハーバー                     |
| YPW        | CYPW       | パウエルリバー空港                                                       | カナダ、ブリティッシュコロンビア州パウエルリバー                       |
| YPX        | CYPX       | プヴィルニトゥク空港                                                     | カナダ、ケベック州プヴィルニトゥク                                     |
| YPY        | CYPY       | フォートチペワイアン空港                                                 | カナダ、アルバータ州フォートチペワイアン                               |
| YPZ        | CYPZ       | バーンズレイク空港                                                       | カナダ、ブリティッシュコロンビア州バーンズレイク                       |
| -YQ-       |            |                                                                          |                                                                        |
| YQA        | CYQA       | マスコーカ空港                                                           | カナダ、オンタリオ州マスコーカ                                         |
| YQB        | CYQB       | ケベック・ジャン・ルサージ国際空港                                       | カナダ、ケベック州ケベックシティ                                       |
| YQC        | CYHA       | クアクタク空港                                                           | カナダ、ケベック州クアクタク                                           |
| YQD        | CYQD       | ザパー空港                                                               | カナダ、マニトバ州ザパー                                               |
| YQE        |            | キンバリー空港                                                           | カナダ、ブリティッシュコロンビア州キンバリー                           |
| YQF        | CYQF       | レッドディア地域空港                                                     | カナダ、アルバータ州レッドディア                                       |
| YQG        | CYQG       | ウィンザー空港                                                           | カナダ、オンタリオ州ウィンザー                                         |
| YQH        | CYQH       | ワトソンレイク空港                                                       | カナダ、ユーコン準州ワトソンレイク                                     |
| YQI        | CYQI       | ヤーマス空港                                                             | カナダ、ノバスコシア州ヤーマス                                         |
| YQK        | CYQK       | ケノーラ空港                                                             | カナダ、オンタリオ州ケノーラ                                           |
| YQL        | CYQL       | レスブリッジ郡空港                                                       | カナダ、アルバータ州レスブリッジ                                       |
| YQM        | CYQM       | グレーター・モンクトン国際空港                                           | カナダ、ニューブランズウィック州モンクトン                             |
| YQN        | CYQN       | ナキーナ空港                                                             | カナダ、オンタリオ州グリーンストーン                                   |
| YQQ        | CYQQ       | コモックス基地                                                           | カナダ、ブリティッシュコロンビア州コモックス                           |
| YQR        | CYQR       | レジャイナ国際空港                                                       | カナダ、サスカチュワン州レジャイナ                                     |
| YQS        | CYQS       | セントトーマス市営空港                                                   | カナダ、オンタリオ州セントトーマス                                     |
| YQT        | CYQT       | サンダーベイ国際空港                                                     | カナダ、オンタリオ州サンダーベイ                                       |
| YQU        | CYQU       | グランドプレイリー空港                                                   | カナダ、アルバータ州グランドプレイリー                                 |
| YQV        | CYQV       | ヨークトン市営空港                                                       | カナダ、サスカチュワン州ヨークトン                                     |
| YQW        | CYQW       | ノースバトルフォード（キャメロン・マッキントッシュ）空港                 | カナダ、サスカチュワン州ノースバトルフォード                           |
| YQX        | CYQX       | ガンダー国際空港/ガンダー基地                                            | カナダ、ニューファンドランド・ラブラドール州ガンダー                   |
| YQY        | CYQY       | シドニー/J・A・ダグラス・マッカーディ空港                                | カナダ、ノバスコシア州シドニー                                         |
| YQZ        | CYQZ       | クワネル空港                                                             | カナダ、ブリティッシュコロンビア州クワネル                             |
| -YR-       |            |                                                                          |                                                                        |
| YRA        | CYRA       | ガメティ/レイレイクス空港                                                | カナダ、ノースウエスト準州ガメティ（旧称レイレイクス）                 |
| YRB        | CYRB       | レゾリュートベイ空港                                                     | カナダ、ヌナブト準州レゾリュート                                       |
| YRC        | CYRC       | シクーティミ/サン＝トノーレ飛行場                                        | カナダ、ケベック州シクーティミ                                         |
| YRD        |            | ディーンリバー空港                                                       | カナダ、ブリティッシュコロンビア州ディーンリバー                       |
| YRE        |            | レゾリューションアイランド空港                                           | カナダ、ヌナブト準州レゾリューション島                                 |
| YRF        | CYCA       | カートライト空港                                                         | カナダ、ニューファンドランドラブラドール州カートライト                 |
| YRG        |            | リゴレット空港 (TC: CCZ2)                                                | カナダ、ニューファンドランドラブラドール州リゴレット                   |
| YRI        | CYRI       | リヴィエール＝デュ＝ルー空港                                             | カナダ、ケベック州リヴィエール＝デュ＝ルー                             |
| YRJ        | CYRJ       | ロベルヴァル空港                                                         | カナダ、ケベック州ロベルヴァル                                         |
| YRL        | CYRL       | レッドレイク空港                                                         | カナダ、オンタリオ州レッドレイク                                       |
| YRM        | CYRM       | ロッキーマウンテンハウス空港                                             | カナダ、アルバータ州ロッキーマウンテンハウス                           |
| YRN        |            | リバーズインレット空港                                                   | カナダ、ブリティッシュコロンビア州リバーズインレット                   |
| YRO        | CYRO       | オタワ/ロッククリフ空港                                                  | カナダ、オンタリオ州オタワ                                             |
| YRP        | CYRP       | オタワ/カープ空港                                                        | カナダ、オンタリオ州カープ                                             |
| YRQ        | CYRQ       | トロワリヴィエール空港                                                   | カナダ、ケベック州トロワリヴィエール                                   |
| YRR        |            | ビッグベイ水上飛行場                                                     | カナダ、ブリティッシュコロンビア州スチュワート島                       |
| YRS        | CYRS       | レッドサッカーレイク空港                                                 | カナダ、マニトバ州レッドサッカーレイク                                 |
| YRT        | CYRT       | ランキンインレット空港                                                   | カナダ、ヌナブト準州ランキンインレット                                 |
| YRV        | CYRV       | レベルストーク空港                                                       | カナダ、ブリティッシュコロンビア州レベルストーク                       |
| -YS-       |            |                                                                          |                                                                        |
| YSA        | CYSA       | セーブルアイランド空港                                                   | カナダ、ノバスコシア州セーブル島                                       |
| YSB        | CYSB       | サドバリー空港                                                           | カナダ、オンタリオ州サドバリー                                         |
| YSC        | CYSC       | シェルブルック空港                                                       | カナダ、ケベック州シェルブルック                                       |
| YSD        | CYSD       | サフィールド基地                                                         | カナダ、アルバータ州サフィールド                                       |
| YSE        | CYSE       | スクワーミシュ空港                                                       | カナダ、ブリティッシュコロンビア州スクワーミシュ                       |
| YSF        | CYSF       | ストーニーラピッズ空港                                                   | カナダ、サスカチュワン州ストーニーラピッズ                             |
| YSG        |            | ラトセルク/スノードリフト空港                                            | カナダ、ノースウエスト準州ラトセルク（旧称スノードリフト）             |
| YSH        | CYSH       | スミスズフォールズ＝モンタギュー空港                                     | カナダ、オンタリオ州スミスズフォールズ                                 |
| YSI        |            | パリーサウンド/フライングパンアイランド＝サンスーシ水上飛行場 (TC: CPS9) | カナダ、オンタリオ州パリーサウンド                                     |
| YSJ        | CYSJ       | セントジョン空港                                                         | カナダ、ニューブランズウィック州セントジョン                           |
| YSK        | CYSK       | サニキルアク空港                                                         | カナダ、ヌナブト準州サニキルアク                                       |
| YSL        | CYSL       | サン＝レオナール飛行場                                                   | カナダ、ニューブランズウィック州サン＝レオナール                       |
| YSM        | CYSM       | フォートスミス空港                                                       | カナダ、ノースウエスト準州フォートスミス                               |
| YSN        | CZAM       | サーモンアーム空港                                                       | カナダ、ブリティッシュコロンビア州サーモンアーム                       |
| YSO        |            | ポストビル空港 (TC: CCD4)                                                | カナダ、ニューファンドランド・ラブラドール州ポストビル                 |
| YSP        | CYSP       | マラソン飛行場                                                           | カナダ、オンタリオ州マラソン                                           |
| YSR        | CYSR       | ナニシビク空港                                                           | カナダ、ヌナブト準州ナニシビク                                         |
| YST        | CYST       | セントテレサポイント空港                                                 | カナダ、マニトバ州セントテレサポイント                                 |
| YSU        | CYSU       | サマーサイド空港                                                         | カナダ、プリンスエドワードアイランド州サマーサイド                     |
| YSV        | CYSV       | サグレク空港                                                             | カナダ、ニューファンドランド・ラブラドール州サグレク                   |
| YSX        |            | ベラベラ/シアウォーター水上飛行場 (TC: CAW8)                             | カナダ、ブリティッシュコロンビア州ベラベラ                             |
| YSY        | CYSY       | サッチスハーバー（デービッド・ナソガルアク・ジュニア・サーリュアク）空港 | カナダ、ノースウエスト準州サッチスハーバー                             |
| YSZ        |            | スクワイアルコーブ空港                                                   | カナダ、ブリティッシュコロンビア州コーテス島                           |
| -YT-       |            |                                                                          |                                                                        |
| YTA        | CYTA       | ペンブルック空港                                                         | カナダ、オンタリオ州ペンブルック                                       |
| YTB        |            | ハートリーベイ水上飛行場 (TC: CAY4)                                      | カナダ、ブリティッシュコロンビア州ハートリーベイ                       |
| YTC        |            | スタディー空港                                                           | カナダ、ブリティッシュコロンビア州スタディー                           |
| YTD        | CZLQ       | ティケットポーテージ空港                                                 | カナダ、マニトバ州ティケットポーテージ                                 |
| YTE        | CYTE       | ケープドーセット空港                                                     | カナダ、ヌナブト準州ケープドーセット                                   |
| YTF        | CYTF       | アルマ空港                                                               | カナダ、ケベック州アルマ                                               |
| YTG        |            | サリバンベイ空港                                                         | カナダ、ブリティッシュコロンビア州サリバンベイ                         |
| YTH        | CYTH       | トンプソン市営空港                                                       | カナダ、マニトバ州トンプソン                                           |
| YTJ        | CYTJ       | テラスベイ空港                                                           | カナダ、オンタリオ州テラスベイ                                         |
| YTK        |            | トゥルガク空港                                                           | カナダ、ケベック州トゥルガク                                           |
| YTL        | CYTL       | ビッグトラウトレイク空港                                                 | カナダ、オンタリオ州キッチナメイクーサイブインニナウグ                 |
| YTM        | CYFJ       | ラ・マカザ＝モントランブラン国際空港                                     | カナダ、ケベック州ラ・マカザ（モントランブラン郊外）                   |
| YTN        |            | リヴィエール＝オー＝トネール空港                                         | カナダ、ケベック州リヴィエール＝オー＝トネール                         |
| YTO        |            | すべての空港                                                             | カナダ、オンタリオ州トロント                                           |
| YTP        |            | トフィーノハーバー水上飛行場 (TC: CAB4)                                  | カナダ、ブリティッシュコロンビア州トフィーノ                           |
| YTQ        | CYTQ       | タシュジャック空港                                                       | カナダ、ケベック州タシュジャック                                       |
| YTR        | CYTR       | トレントン基地/トレントン空港                                            | カナダ、オンタリオ州トレントン                                         |
| YTS        | CYTS       | ティミンズ/ビクター・M・パワー空港                                       | カナダ、オンタリオ州ティミンズ                                         |
| YTT        |            | ティスデール空港 (TC: CJY3)                                              | カナダ、サスカチュワン州ティスデール                                   |
| YTX        |            | テレグラフクリーク空港 (TC: CBM5)                                        | カナダ、ブリティッシュコロンビア州テレグラフクリーク                   |
| YTY        | ZSYA       | 揚州泰州空港                                                             | 中華人民共和国、江蘇省揚州市                                           |
| YTZ        | CYTZ       | ビリー・ビショップ・トロント・シティー空港                               | カナダ、オンタリオ州トロント                                           |
| -YU-       |            |                                                                          |                                                                        |
| YUA        | ZPYM       | 元謀空港                                                                 | 中華人民共和国、雲南省楚雄イ族自治州                                   |
| YUB        | CYUB       | トゥクトヤクトゥク/ジェームズ・グルーベン空港                            | カナダ、ノースウエスト準州トゥクトヤクトゥク                           |
| YUD        | CYMU       | ユミュジャック空港                                                       | カナダ、ケベック州ユミュジャック                                       |
| YUE        | YYND       | ユエンドゥームー空港                                                     | オーストラリア、ノーザンテリトリーユエンドゥームー                     |
| YUL        | CYUL       | モントリオール・ピエール・エリオット・トルドー国際空港                   | カナダ、ケベック州ドルヴァル                                           |
| YUM        | KNYL       | ユマ国際空港/ユマ海兵隊航空基地 (FAA: NYL)                               | アメリカ合衆国、アリゾナ州ユマ                                         |
| YUS        | ZLYS       | 玉樹巴塘空港                                                             | 中華人民共和国、青海省玉樹チベット族自治州                             |
| YUT        | CYUT       | リパルスベイ空港                                                         | カナダ、ヌナブト準州リパルスベイ                                       |
| YUX        | CYUX       | ホールビーチ空港                                                         | カナダ、ヌナブト準州ホールビーチ                                       |
| YUY        | CYUY       | ルーアン＝ノランダ空港                                                   | カナダ、ケベック州ルーアン＝ノランダ                                   |
| -YV-       |            |                                                                          |                                                                        |
| YVA        | FMCN       | イコニ空港                                                               | コモロ、モロニ                                                         |
| YVB        | CYVB       | ボナヴァンテュール空港                                                   | カナダ、ケベック州ボナヴァンテュール                                   |
| YVC        | CYVC       | ラロンジ（バーバー・フィールド）空港                                     | カナダ、サスカチュワン州ラロンジ                                       |
| YVD        |            | エバ空港                                                                 | パプアニューギニア、エバ                                               |
| YVE        | CYVK       | バーノン地域空港                                                         | カナダ、ブリティッシュコロンビア州バーノン                             |
| YVG        | CYVG       | バーミリオン空港                                                         | カナダ、アルバータ州バーミリオン                                       |
| YVM        | CYVM       | キキクタルジュアク空港                                                   | カナダ、ヌナブト準州キキクタルジュアク                                 |
| YVO        | CYVO       | ヴァル＝ドール空港                                                       | カナダ、ケベック州ヴァル＝ドール                                       |
| YVP        | CYVP       | クージュアク空港                                                         | カナダ、ケベック州クージュアク                                         |
| YVQ        | CYVQ       | ノーマンウェルズ空港                                                     | カナダ、ノースウエスト準州ノーマンウェルズ                             |
| YVR        | CYVR       | バンクーバー国際空港                                                     | カナダ、ブリティッシュコロンビア州バンクーバー                         |
| YVT        | CYVT       | バッファローナローズ空港                                                 | カナダ、サスカチュワン州バッファローナローズ                           |
| YVV        | CYVV       | ウィアートン空港                                                         | カナダ、オンタリオ州ウィアートン                                       |
| YVZ        | CYVZ       | ディアレイク空港                                                         | カナダ、オンタリオ州ディアレイク                                       |
| -YW-       |            |                                                                          |                                                                        |
| YWA        | CYWA       | ペタワワ空港                                                             | カナダ、オンタリオ州ペタワワ                                           |
| YWB        | CYKG       | カンギクスジュアク（ウェイカムベイ）空港                                 | カナダ、ケベック州カンギクスジュアク                                   |
| YWF        |            | ダウンタウン・ウォーターフロント・ヘリポート                             | カナダ、ノバスコシア州ハリファックス                                   |
| YWG        | CYWG       | ウィニペグ・ジェームス・アームストロング・リチャードソン国際空港         | カナダ、マニトバ州ウィニペグ                                           |
| YWH        | CYWH       | ビクトリア・インナー・ハーバー空港                                       | カナダ、ブリティッシュコロンビア州ビクトリア                           |
| YWJ        | CYWJ       | デリーン空港                                                             | カナダ、ノースウエスト準州デリーン                                     |
| YWK        | CYWK       | ワブッシュ空港                                                           | カナダ、ニューファンドランド・ラブラドール州ワブッシュ                 |
| YWL        | CYWL       | ウィリアムズレイク空港                                                   | カナダ、ブリティッシュコロンビア州ウィリアムズレイク                   |
| YWM        |            | ウィリアムズハーバー空港 (TC: CCA6)                                      | カナダ、ニューファンドランド・ラブラドール州ウィリアムズハーバー       |
| YWN        |            | ウィニスク空港                                                           | カナダ、オンタリオ州ウィニスク                                         |
| YWO        | CYWO       | ルピン空港（閉鎖）                                                       | カナダ、ヌナブト準州ルピン鉱山                                         |
| YWP        | CYWP       | ウェベキー空港                                                           | カナダ、オンタリオ州ウェベキー                                         |
| YWR        | CYWR       | ホワイトリバー空港                                                       | カナダ、オンタリオ州ホワイトリバー                                     |
| YWS        |            | ウィスラー/グリーンレイク水上飛行場 (TC: CAE5)                           | カナダ、ブリティッシュコロンビア州ウィスラー                           |
| YWV        | CYWV       | ウェインライト飛行場                                                     | カナダ、アルバータ州ウェインライト                                     |
| YWY        | CYWY       | ウリグリー空港                                                           | カナダ、ノースウエスト準州ウリグリー                                   |
| -YX-       |            |                                                                          |                                                                        |
| YXC        | CYXC       | クランブルック/カナディアン・ロッキーズ国際空港                          | カナダ、ブリティッシュコロンビア州クランブルック                       |
| YXD        | CYXD       | エドモントン市中央空港（ブラッチフォード・フィールド）                   | カナダ、アルバータ州エドモントン                                       |
| YXE        | CYXE       | サスカトゥーン・ジョン・G・ディーフェンベーカー国際空港                  | カナダ、サスカチュワン州サスカトゥーン                                 |
| YXF        |            | スネークリバー空港                                                       | カナダ、ユーコン準州スネークリバー                                     |
| YXH        | CYXH       | メディシンハット空港                                                     | カナダ、アルバータ州メディシンハット                                   |
| YXJ        | CYXJ       | フォートセントジョン空港                                                 | カナダ、ブリティッシュコロンビア州フォートセントジョン                 |
| YXK        | CYXK       | リムースキ空港                                                           | カナダ、ケベック州リムースキ                                           |
| YXL        | CYXL       | スー・ルックアウト空港                                                   | カナダ、オンタリオ州スールックアウト                                   |
| YXN        | CYXN       | ホエールコーブ空港                                                       | カナダ、ヌナブト準州ホエールコーブ                                     |
| YXP        | CYXP       | パングニルトゥング空港                                                   | カナダ、ヌナブト準州パングニルトゥング                                 |
| YXQ        | CYXQ       | ビーバークリーク空港                                                     | カナダ、ユーコン準州ビーバークリーク                                   |
| YXR        | CYXR       | アールトン（ティミスカミング地域）空港                                   | カナダ、オンタリオ州アールトン                                         |
| YXS        | CYXS       | プリンスジョージ空港                                                     | カナダ、ブリティッシュコロンビア州プリンスジョージ                     |
| YXT        | CYXT       | ノースウエスト地域空港                                                   | カナダ、ブリティッシュコロンビア州テラス                               |
| YXU        | CYXU       | ロンドン国際空港                                                         | カナダ、オンタリオ州ロンドン                                           |
| YXX        | CYXX       | アボッツフォード国際空港                                                 | カナダ、ブリティッシュコロンビア州アボッツフォード                     |
| YXY        | CYXY       | エリック・ニールセン・ホワイトホース国際空港                             | カナダ、ユーコン準州ホワイトホース                                     |
| YXZ        | CYXZ       | ワワ空港                                                                 | カナダ、オンタリオ州ワワ                                               |
| -YY-       |            |                                                                          |                                                                        |
| YYA        |            | ビッグベイ・ヨットクラブ空港                                             | カナダ、ブリティッシュコロンビア州ビッグベイ                           |
| YYB        | CYYB       | ノースベイ/ジャック・ガーランド空港                                      | カナダ、オンタリオ州ノースベイ                                         |
| YYC        | CYYC       | カルガリー国際空港                                                       | カナダ、アルバータ州カルガリー                                         |
| YYD        | CYYD       | スミサーズ空港                                                           | カナダ、ブリティッシュコロンビア州スミサーズ                           |
| YYE        | CYYE       | フォートネルソン空港                                                     | カナダ、ブリティッシュコロンビア州フォートネルソン                     |
| YYF        | CYYF       | ペンティクトン地域空港                                                   | カナダ、ブリティッシュコロンビア州ペンティクトン                       |
| YYG        | CYYG       | シャーロットタウン空港                                                   | カナダ、プリンスエドワードアイランド州シャーロットタウン               |
| YYH        | CYYH       | タロヨーク空港                                                           | カナダ、ヌナブト準州タロヨーク                                         |
| YYI        | CYYI       | リバーズ空港                                                             | カナダ、マニトバ州リバーズ                                             |
| YYJ        | CYYJ       | ビクトリア国際空港                                                       | カナダ、ブリティッシュコロンビア州ビクトリア                           |
| YYL        | CYYL       | リンレイク空港                                                           | カナダ、マニトバ州リンレイク                                           |
| YYM        | CYYM       | コウリー空港                                                             | カナダ、アルバータ州コウリー                                           |
| YYN        | CYYN       | スウィフトカレント空港                                                   | カナダ、サスカチュワン州スウィフトカレント                             |
| YYQ        | CYYQ       | チャーチル空港                                                           | カナダ、マニトバ州チャーチル                                           |
| YYR        | CYYR       | グースベイ空軍基地/グースベイ空港                                        | カナダ、ニューファンドランド・ラブラドール州ハッピーバレー＝グースベイ |
| YYT        | CYYT       | セントジョンズ国際空港                                                   | カナダ、ニューファンドランド・ラブラドール州セントジョンズ             |
| YYU        | CYYU       | カプスカシング空港                                                       | カナダ、オンタリオ州カプスカシング                                     |
| YYW        | CYYW       | アームストロング空港                                                     | カナダ、オンタリオ州アームストロング                                   |
| YYY        | CYYY       | モン＝ジョリ空港                                                         | カナダ、ケベック州モン＝ジョリ                                         |
| YYZ        | CYYZ       | トロント・ピアソン国際空港                                               | カナダ、オンタリオ州ミシサガ                                           |
| -YZ-       |            |                                                                          |                                                                        |
| YZA        | CYZA       | アシュクロフト空港                                                       | カナダ、ブリティッシュコロンビア州アシュクロフト                       |
| YZC        |            | ビートンリバー空港                                                       | カナダ、ブリティッシュコロンビア州ビートンリバー                       |
| YZE        | CYZE       | ゴアベイ＝マニトゥーリン空港                                             | カナダ、オンタリオ州ゴアベイ                                           |
| YZF        | CYZF       | イエローナイフ空港                                                       | カナダ、ノースウエスト準州イエローナイフ                               |
| YZG        | CYZG       | サリュイ空港                                                             | カナダ、ケベック州サリュイ                                             |
| YZH        | CYZH       | スレイブレイク空港                                                       | カナダ、アルバータ州スレイブレイク                                     |
| YZM        |            | バカンズ空港                                                             | カナダ、ニューファンドランド・ラブラドール州バカンズ                   |
| YZP        | CYZP       | サンドスピット空港                                                       | カナダ、ブリティッシュコロンビア州サンドスピット                       |
| YZR        | CYZR       | サーニア・クリス・ハッドフィールド空港                                   | カナダ、オンタリオ州サーニア                                           |
| YZS        | CYZS       | コーラルハーバー空港                                                     | カナダ、ヌナブト準州コーラルハーバー                                   |
| YZT        | CYZT       | ポートハーディ空港                                                       | カナダ、ブリティッシュコロンビア州ポートハーディ                       |
| YZU        | CYZU       | ホワイトコート空港                                                       | カナダ、アルバータ州ホワイトコート                                     |
| YZV        | CYZV       | セティル空港                                                             | カナダ、ケベック州セティル                                             |
| YZW        | CYZW       | テスリン空港                                                             | カナダ、ユーコン準州テスリン                                           |
| YZX        | CYZX       | グリーンウッド空軍基地/グリーンウッド空港                                | カナダ、ノバスコシア州グリーンウッド                                   |
| YZY        |            | 張掖甘州空港                                                             | 中華人民共和国、甘粛省張掖市                                           |